# Carli de Murga
Carlos Alberto Martínez de Murga Olaivar, dit Carli de Murga, né le 30 novembre 1988 à El Puerto de Santa María en Espagne, est un footballeur international philippin d'origine espagnole. 

## Biographie

### Sélection
Carli de Murga est convoqué pour la première fois par le sélectionneur national Michael Weiß pour un match de Long Teng Cup 2011 face à Hong Kong le 30 septembre 2011. Le 12 juin 2012, il marque son premier but en équipe des Philippines lors du match amical face au Guam.
Il participe à l'AFC Challenge Cup en 2012 avec les Philippines.

## Palmarès

### En club
- Global FC :
  - Champion des Philippines en 2012.

## Statistiques

### Buts en sélection
Le tableau suivant liste les résultats de tous les buts inscrits par Carli de Murga avec l'équipe des Philippines.